# 青き炎 (漫画)
『青き炎』（あおきほのお）は、柳沢きみおによる日本の青年漫画、およびそれを原作としたOVA。

## 書誌情報
- 柳沢きみお 『青き炎』 小学館〈ヤングサンデーコミックス〉、全6巻
  1. 野獣 1988年12月発売 ISBN 4-09-151111-2
  2. 財閥 1989年1月発売 ISBN 4-09-151112-0
  3. 疾走 1989年8月発売 ISBN 4-09-151113-9
  4. 襲撃 1990年3月発売 ISBN 4-09-151114-7
  5. 取引 1990年8月発売 ISBN 4-09-151115-5
  6. 決着 1991年2月発売 ISBN 4-09-151116-3

## OVA
1989年11月24日に発売。

### キャスト
- 海津龍一：堀内賢雄
- 海津操：荘真由美
- 内藤絵美：安藤ありさ
- 小夜子：佐々木優子
- 桐岡：中原茂
- 内藤絵美の父：阪脩
- 内藤等一郎：大滝進矢
- 内藤文江：横尾まり
- 坂巻：古田信幸
- 山田：小野健一
- 海津龍一の父：西村知道
- 海津冨士子：一城みゆ希
- 黒枝慶子：伊倉一恵
- 堀田：速水奨
- 住菱久世：吉田美保

### スタッフ
- 原作・監修：柳沢きみお（小学館）
- 脚本：今井詔二
- 監督・絵コンテ：石黒昇
- 演出：花井信也
- キャラクターデザイン・作画監督：中田雅夫
- 美術監督：田原優子
- 美術設定：金村勝義
- 色指定・仕上検査：田原洋
- 撮影監督：森田俊昭
- 特殊効果：山本公
- 編集：笠原義宏、中村誠人、目黒広志
- ネガ編集：上遠野英俊
- 音響監督：本田保則
- 音響効果：フィズサウンド
- 整音：佐藤千明
- 音楽：中村暢之
- アニメーション制作：アートランド
- 制作協力：日本アニメーション
- 製作：日本映像
- 発売元：日映エージェンシー、ベルウッド・コーポレーション（再売版）
- 販売元：パック・イン・ビデオ、有限会社日本流通（再売版）

### 映像ソフト
- 『青き炎』 1989年11月24日発売 VHS:RVE-405
- 『青き炎』 1994年3月25日発売 再売版VHS:BWC-320